# Општина Тулничи (Вранча)
Тулничи (рум. Tulnici) општина је у Румунији у округу Вранча.
Oпштина се налази на надморској висини од 692 m.